# Máy bay tiêm kích phản lực thế hệ thứ nhất

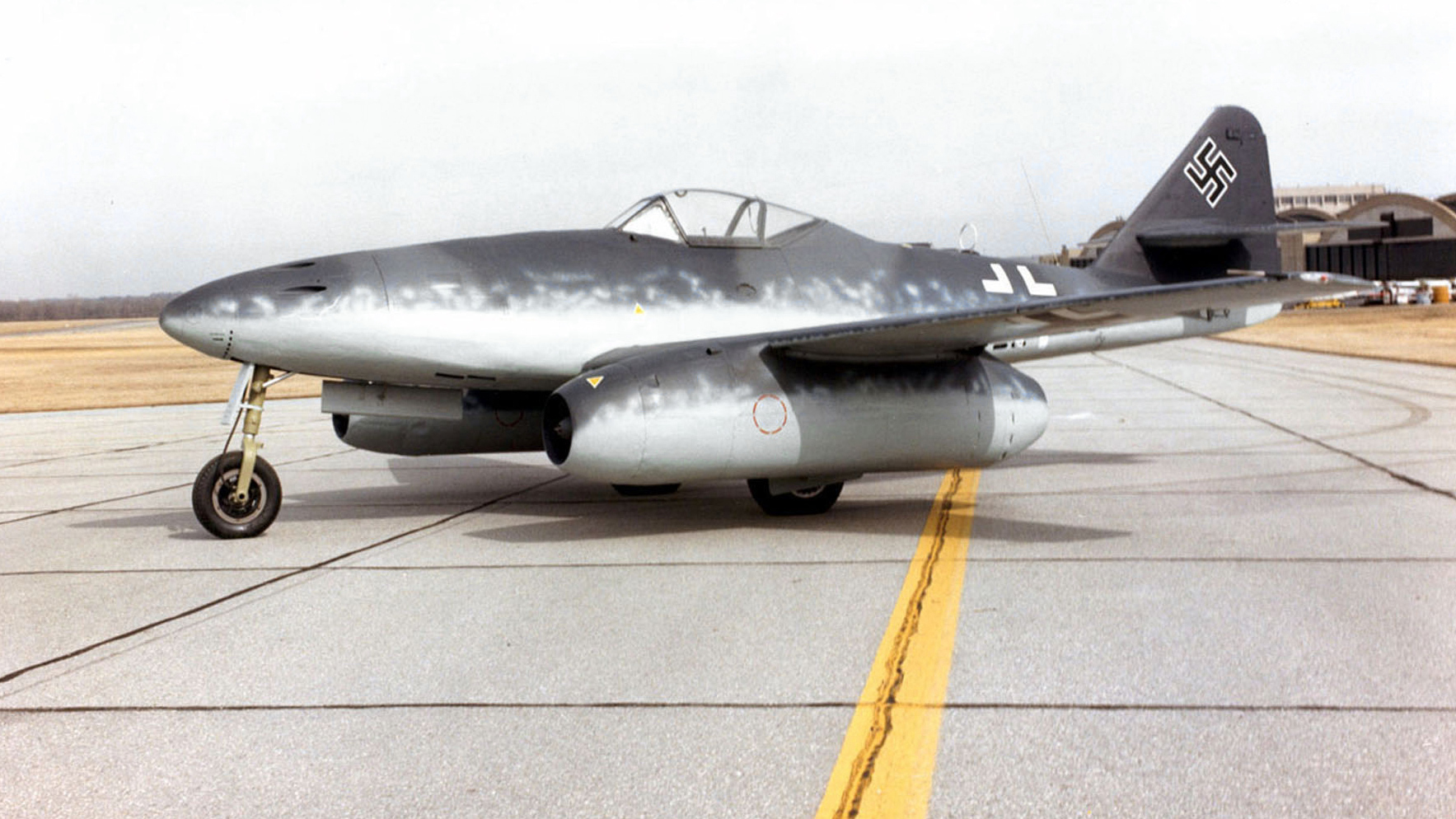
Me 262, loại máy bay tiêm kích phản lực đưa vào chiến đấu đầu tiên trên thế giới bởi Đức Quốc xã.

Máy bay được phân loại thành tiêm kích phản lực thế hệ thứ nhất là nỗ lực đầu tiên chế tạo ra các loại máy bay quân sự sử dụng động cơ phản lực. Một số đã được phát triển trong những ngày cuối cùng của Chiến tranh Thế giới II nhưng tham chiến lại rất hạn chế. Thế hệ tiêm kích phản lực thứ nhất này có thể chia thành 2 nhóm chính: những máy bay tiêm kích thời kỳ Chiến tranh Thế giới II như Messerschmitt Me 262 và những máy bay tiêm kích thế hệ thứ nhất đã hoàn thiện như loại F-86 Sabre và MiG-15 sử dụng trong Chiến tranh Triều Tiên.
Khái niệm "thế hệ" máy bay tiêm kích là một khái niệm tương đối hiện đại, dựa trên yêu cầu dành cho những máy bay tiêm kích thế hệ thứ 5. Chúng là thiết kế thô dựa trên các thiết kế tương tự và không tuân theo một định nghĩa cứng nhắc nào.

## Thời kỳChiến tranh Thế giới II

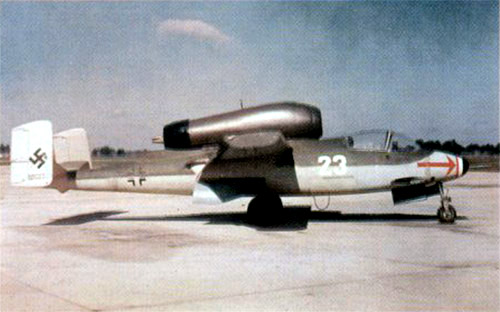
Heinkel He 162 của Đức Quốc xã.

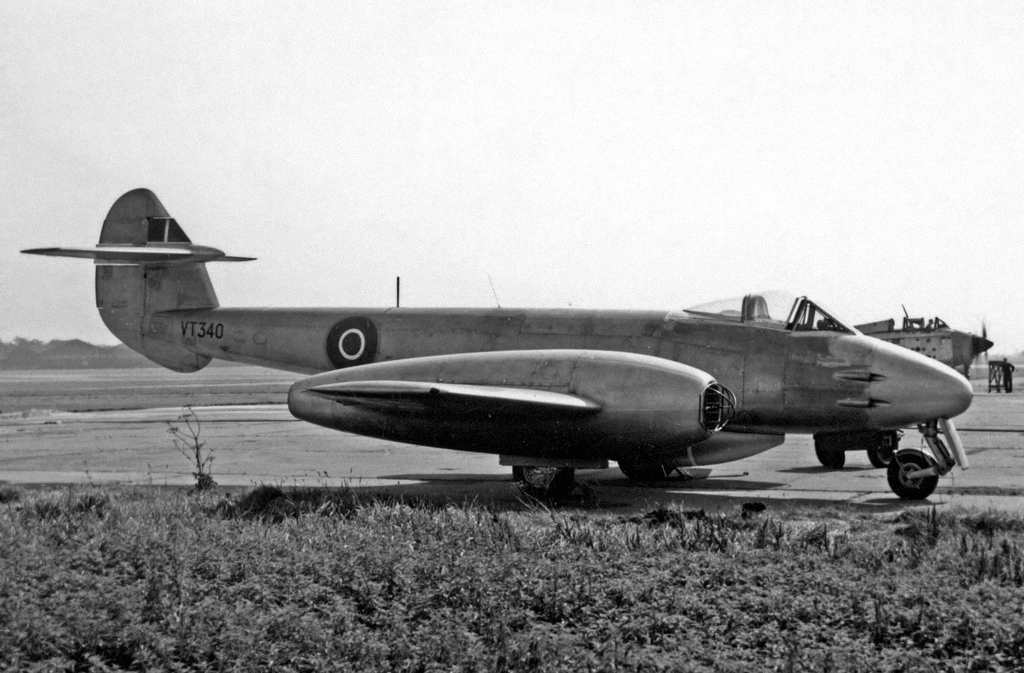
Gloster Meteor của Anh.

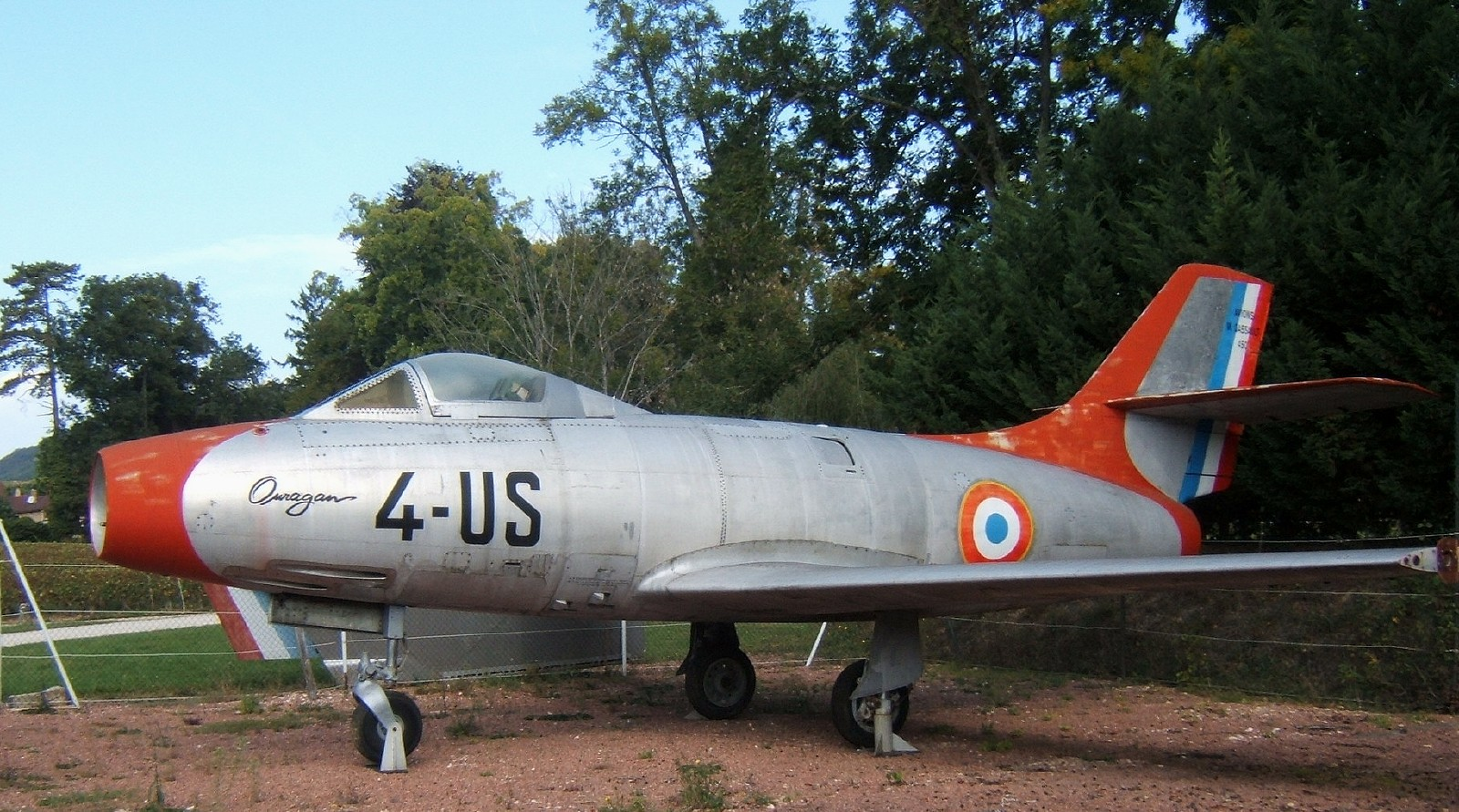
Dassault Ouragan của Pháp.

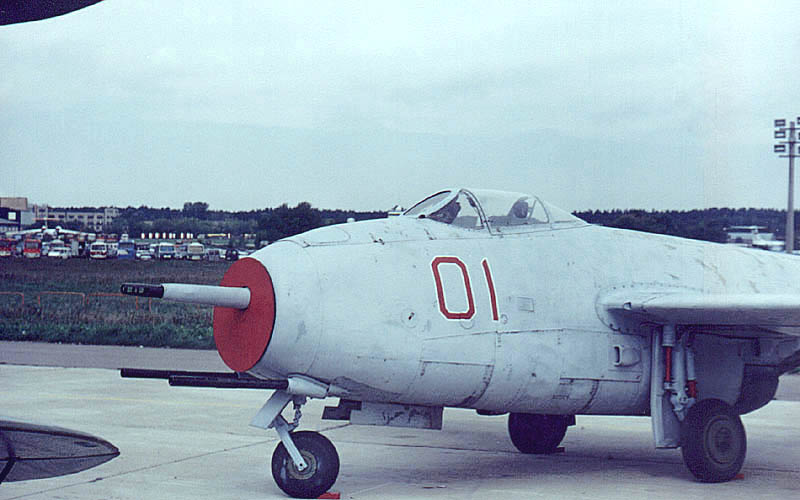
MiG-9 của Liên Xô.

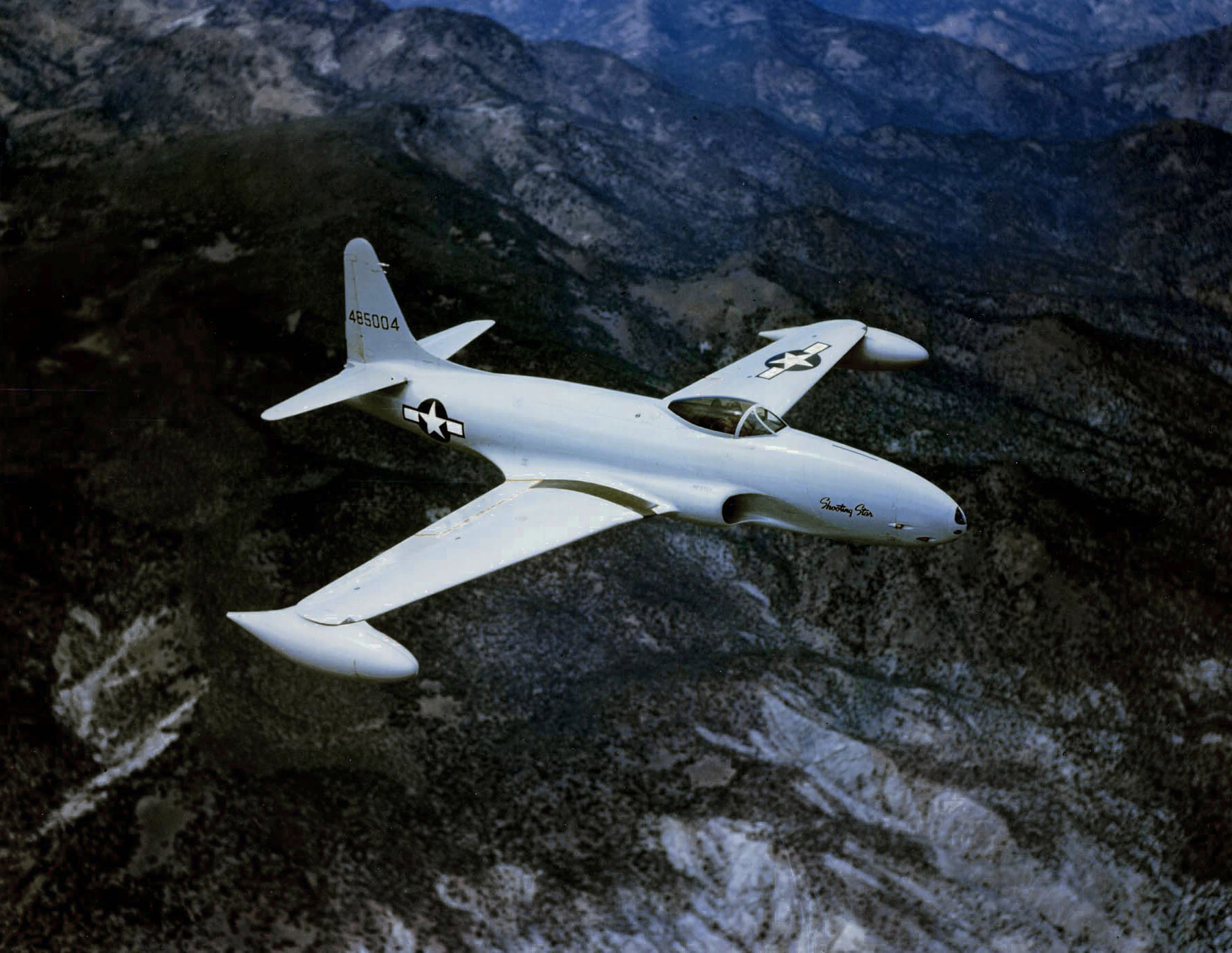
P-80 của Hoa Kỳ.

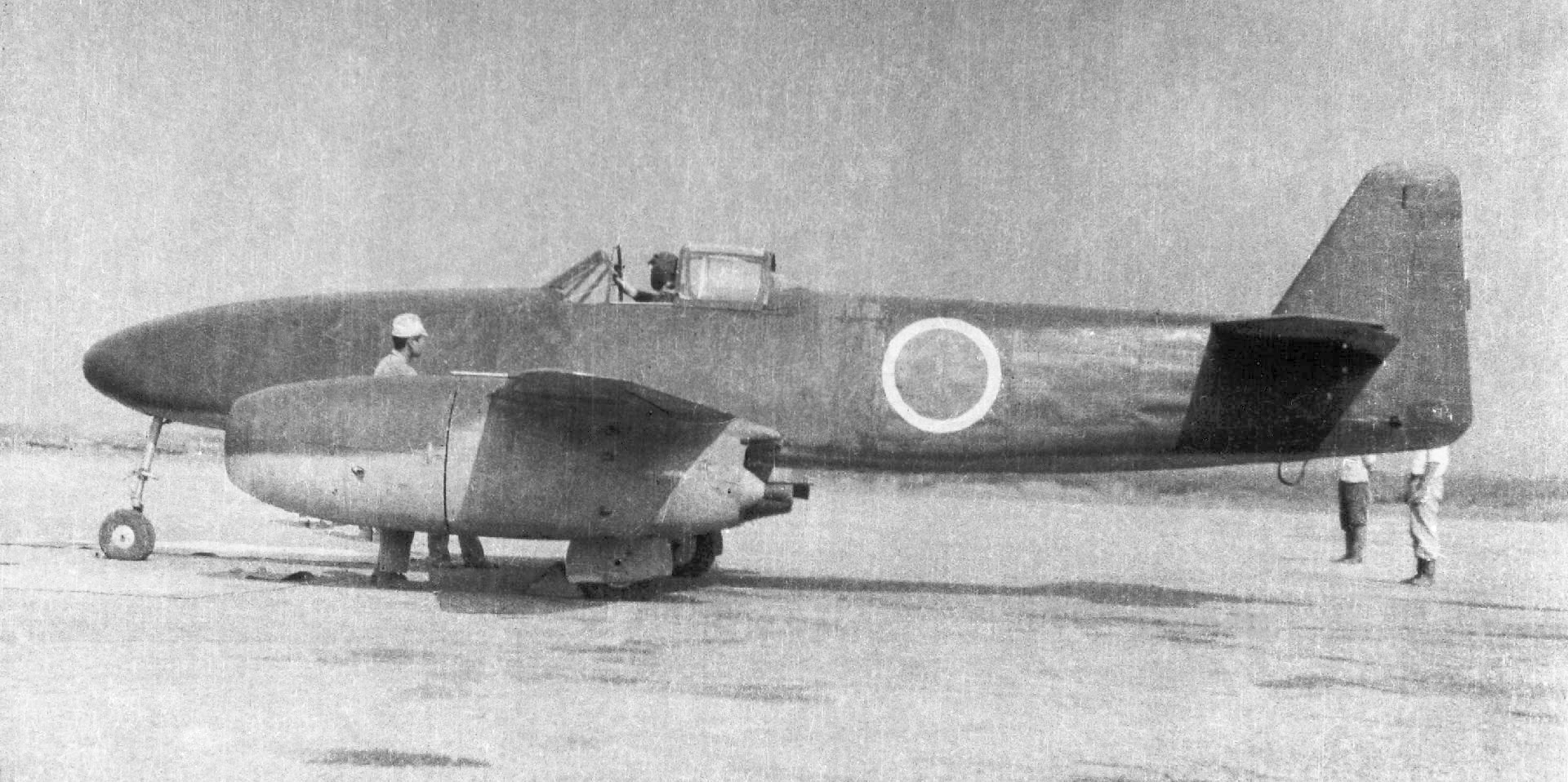
Mẫu máy bay tiêm kích phản lực Nakajima J9Y 'Kikka' năm 1945 của Hải quân Đế quốc Nhật Bản.

Những nỗ lực ban đầu là các mẫu máy bay cánh thẳng dưới âm dựa chủ yếu vào các khái niệm thiết kế đã hoạt động tốt với động cơ piston. Một số mẫu máy bay trong số đó được thử nghiệm bằng cách sử dụng động cơ piston để đánh giá khung thâm trước khi động cơ phản lực được lắp đặt.
Máy bay phản lực đầu tiên hoạt động là loại Heinkel He 178, đây là thiết kế của Đức Quốc xã, nó bay lần đầu vào năm 1939. He 178 còn được sử dụng làm cơ sở cho loại Heinkel He 280 sau này, đây là một thiết kế sẽ đưa tới loại Messerschmitt Me 262. Một thiết kế tương tự của Anh là Gloster E.28/39 đã có quy định về một số vũ khí trang bị, nhưng pháo không được trang bị cho bất kỳ mẫu thử nào.
P-59 Airacomet là mẫu máy bay tiêm kích phản lực đầu tiên của Mỹ được đưa vào biên chế nhưng nó được xem như là một thiết kế tồi và không được tham chiến. Loại P-51 Mustang động cơ piston có thể đạt vận tốc tối đa cao hơn và có tầm chiến đấu cao hơn nhiều so với P-59.
Liên Xô cũng không nằm ngoài thời cuộc, họ cũng phát triển những mẫu tiêm kích phản lực cho riêng mình như các mẫu thiết kế Mikoyan-Gurevich I-250 và Sukhoi Su-5.
Người Nhật cũng có một số mẫu thử nghiệm như Nakajima J9Y "Kikka", nhưng chúng không được đưa vào biên chế.

### Đưa vào trang bị
Kế hoạch phát triển cho loại tiêm kích phản lực Messerschmitt Me 262 "Schwalbe" được đưa ra vào năm 1939, chiếc đầu tiên trang bị động cơ phản lực cất cánh năm 1942. Nhưng phải đến năm 1944 thì Me 262 mới được đưa vào trang bị cho các đơn vị chiến đấu, nhưng hiệu quả của nó không được đạt như mong muốn do cơ sở hạ tầng bị tàn phá của Đức Quốc xã. Chiến tranh Thế giới II đã kết thúc trước khi máy bay tiêm kích phản lực trở nên phổ biến. Hoa Kỳ, Anh, Liên Xô cũng có các máy bay tiêm kích phản lực được đưa vào biên chế trước khi kết thúc chiến tranh, nhưng chúng không tham chiến nhiều. Gloster Meteor của Anh được sử dụng để đánh chặn bom bay V-1 của Đức. Lockheed P-80 Shooting Star của Hoa Kỳ được biên chế vào cuối chiến tranh và được triển khai tới châu Âu nhưng quá muộn để tham chiến. Mẫu Mikoyan-Gurevich I-250 của Liên Xô cũng chỉ được đưa vào biên chế lúc chiến tranh kết thúc.
Những máy bay tiêm kích phản lực đầu tiên không mang radar hay các thiết bị điện tử phức tạp khác và có các thiết kế tương tự như các máy bay động cơ piston được sử dụng trong chiến tranh. Súng máy và pháo là vũ khí chính, dù Me 262 cũng được trang bị các đạn phản lực không đối không để tấn công đội hình máy bay ném bom của quân Đồng mình ngoài ra nó cũng có thể mang bom.
Một số loại máy bay điển hình trong nhóm này như:
- Đức quốc xã
  - Messerschmitt Me 262
  - Heinkel He 162
- Anh Quốc
  - Gloster Meteor

Các loại máy bay khác được chế tạo hay phát triển trong chiến tranh, nhưng không tham chiến. Rất nhiều loại được đưa vào trang bị ngay sau chiến tranh. Một số loại máy bay như: 
- Pháp
  - Dassault Ouragan
- Anh Quốc
  - de Havilland Vampire
  - Hawker Sea Hawk
  - Supermarine Attacker
- Hoa Kỳ
  - Bell P-59 Airacomet
  - Lockheed P-80 Shooting Star
  - McDonnell FH Phantom
  - Ryan Aeronautical FR Fireball
- Liên Xô
  - Mikoyan-Gurevich MiG-9 'Fargo'
  - Yakovlev Yak-15/17 'Feather'

Máy bay của Liên Xô dựa chủ yếu vào động cơ của Anh (gồm cả động cơ Rolls-Royce Nene) và thiết kế của Đức do thời kỳ này Liên Xô chưa chế tạo hoàn chỉnh được loại động cơ phản lực nào, và chúng chủ yếu được phát triển sau Chiến tranh Thế giới II. Mẫu máy bay Ouragan của Pháp cũng được thiết kế vào cuối thập niên 1940 chứ không phải trong thời chiến.

### Hệ thống động cơ hỗn hợp
Những động cơ phản lực ban đầu có khả năng tăng tốc tồi, do đó người ta đã nghĩ ra hệ thống động cơ hỗn hợp, FR Fireball là loại máy bay có hệ thống động cơ như vậy. Nó có động cơ cánh quạt ở mũi và động cơ phản lực ở phía sau và được thiết kế để hoạt động trên tàu sân bay. Mikoyan-Gurevich I-250 và Sukhoi Su-5 của Nga cũng có thiết kế tương tự nhưng sử dụng động cơ motorjet thay vì động cơ turbojet và không được thiết kế để trang bị trên tàu sân bay.
Những thử nghiệm sau chiến tranh với động cơ hỗn hợp gồm XF2R Dark Shark và XF-84H Thunderscreech, một trong những chiếc máy bay ồn nhất từng bay. Thunderscreech được thiết kế cùng thời với mẫu tiêm kích thế hệ 2 là F-104 Starfighter. Không một mẫu máy bay có hệ thống động cơ hỗn hợp nào tham chiến hay được trang bị đại trà, dù Fireball đã được sử dụng trong 2 năm.

## Chiến tranh Triều Tiên

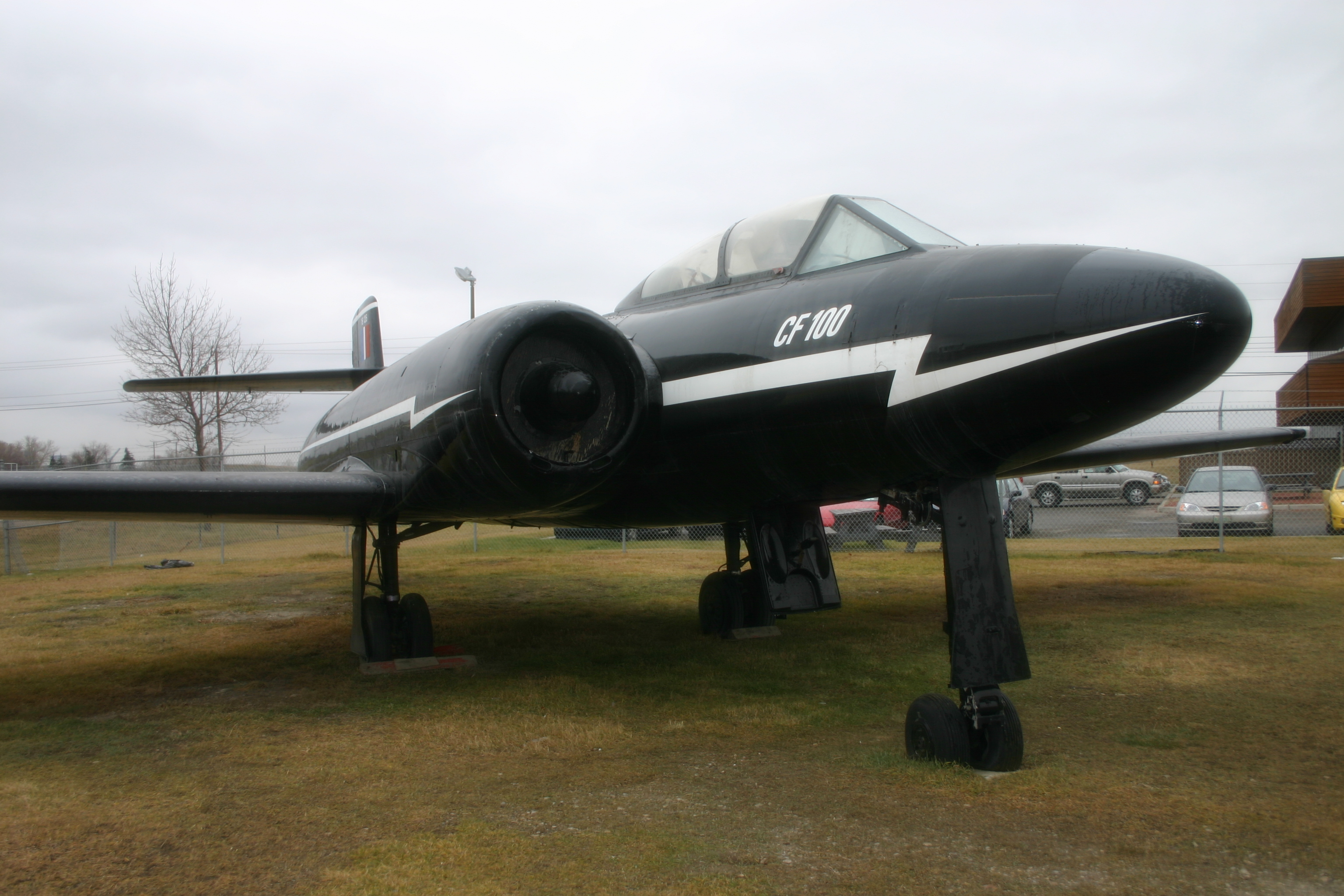
Avro CF-100 của Canada.

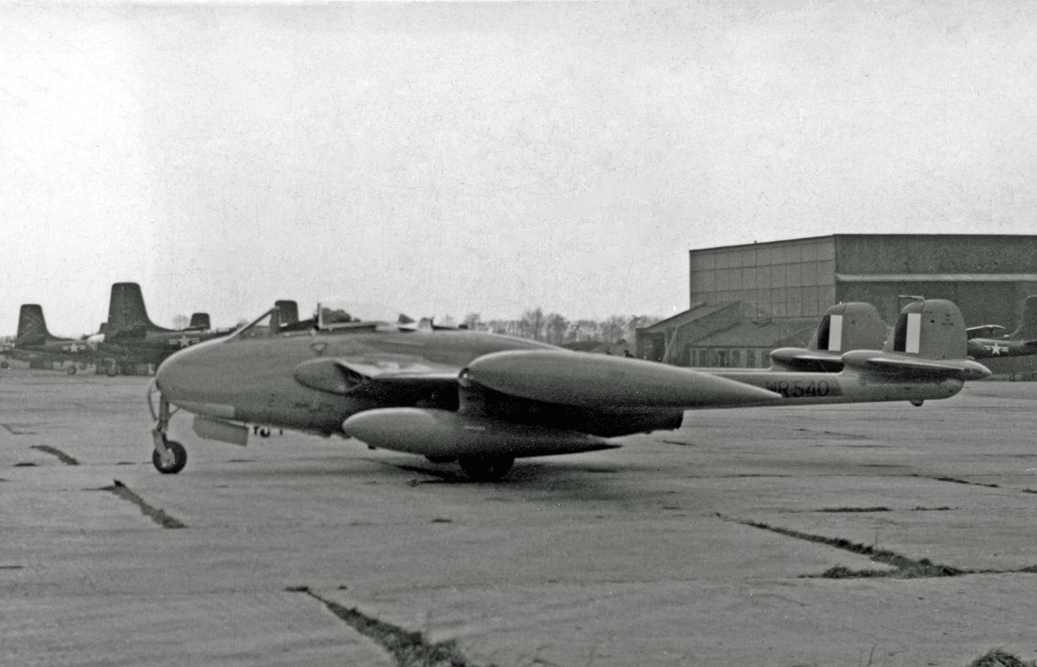
de Havilland Venom của Anh.

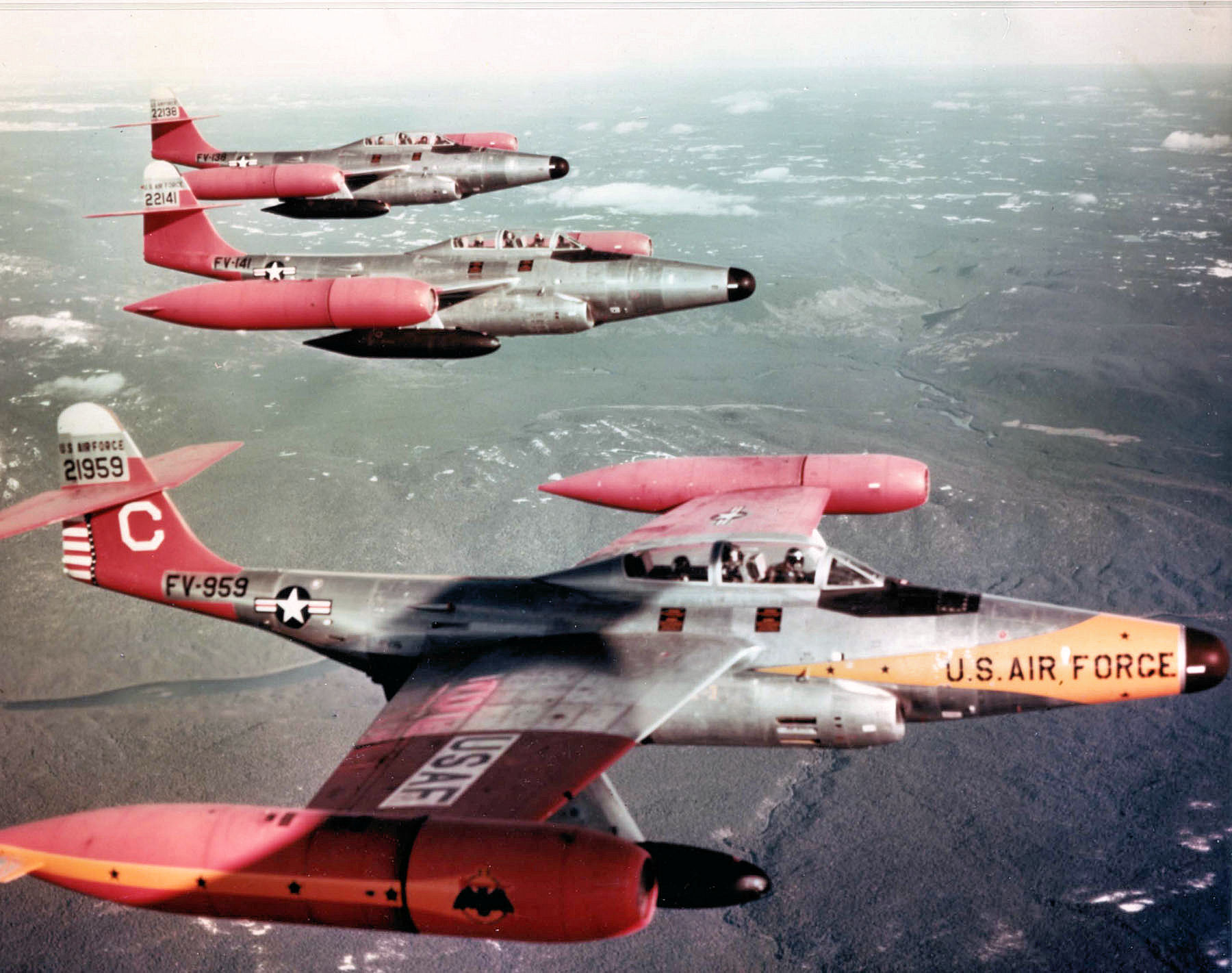
F-89 của Hoa Kỳ.

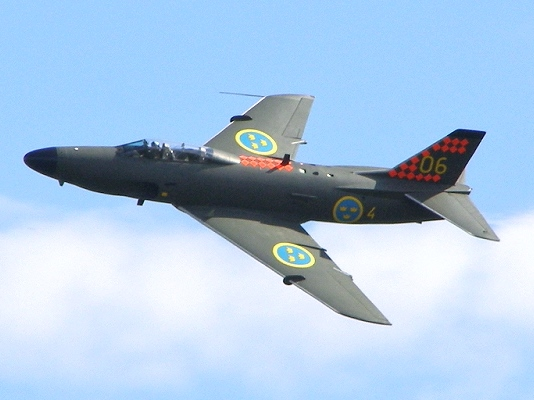
Saab 32 Lansen của Thụy Điển.

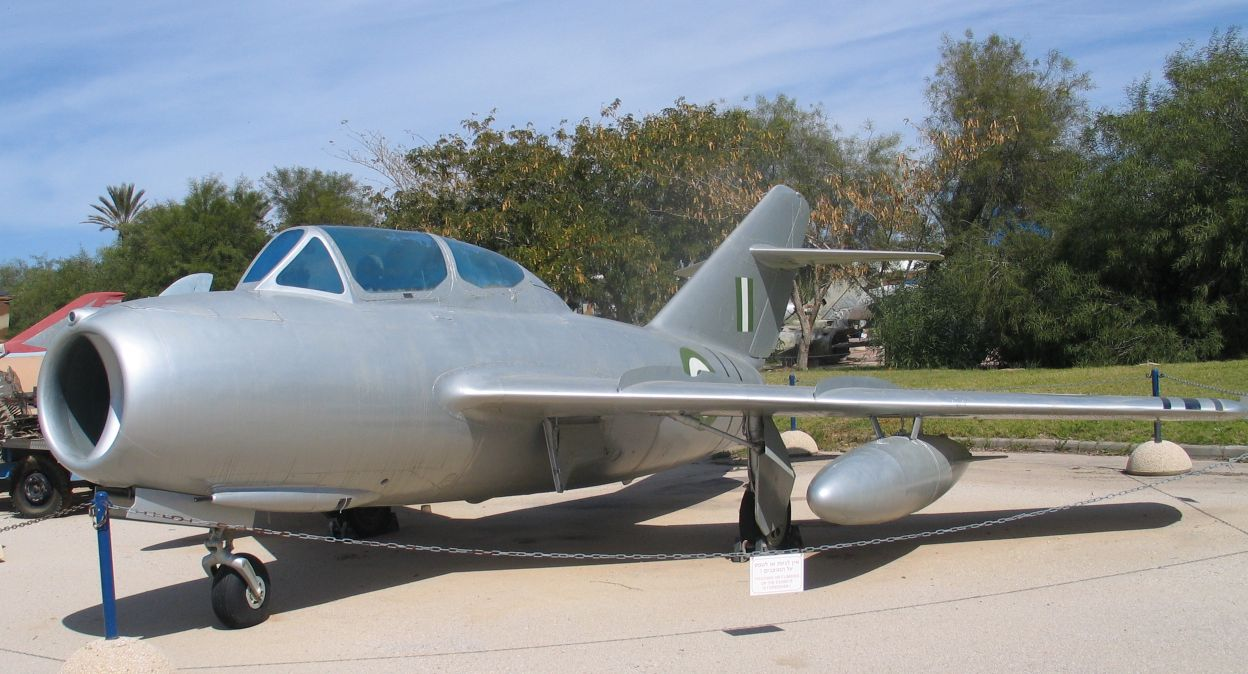
MiG-15 của Liên Xô.

Sau Chiến tranh Thế giới II, những chiếc phản lực được chế tạo sau được bổ sung thêm một số các cải tiến lấy từ ý tưởng được dùng trong các mẫu phản lực đầu tiên. Gồm cánh xuôi sau, máy bay đã có thể phá vỡ bức tường âm thanh khi bổ nhào, nhưng một số mẫu máy bay lại thiếu lực đẩy để làm việc đó. Radar được sử dụng trong các mẫu máy bay tiêm kích đánh chặn chuyên nhiệm và tiêm kích ban đêm nhưng chúng lại yêu cầu phải có một phi công khác để vận hành radar. Những máy bay này chủ yếu đều liên quan tới Chiến tranh Triều Tiên. Một số thiết kế máy bay tiêm kích đánh chặn như F-94 còn được trang bị đạn phản lực như Mk 4/Mk 40 làm vũ khí chính.

### Tiêm kích đánh chặn/tiêm kích đêm
- Canada
  - Avro CF-100 Canuck
- Anh Quốc
  - de Havilland Venom / de Havilland Sea Venom
- Liên Xô
  - Yakovlev Yak-25 'Flashlight'
- Hoa Kỳ
  - Northrop F-89 Scorpion
  - Lockheed F-94 Starfire
  - Douglas F3D Skyknight

### Tiêm kích-bom
- Pháp
  - Dassault Mystère I/II/III
  - Dassault Mystère IV
- Thụy Điển
  - Saab 21R
- Hoa Kỳ
  - Republic F-84 Thunderjet
  - Republic F-84F Thunderstreak

### Tiêm kích chiếm ưu thế trên không
Rất nhiều trong số này cũng có các phiên bản tiêm kích-bom.
- Úc /  Hoa Kỳ
  - CAC Sabre
- Canada /  Hoa Kỳ
  - Canadair Sabre
- Trung Quốc
  - Shenyang J-5
- Thụy Điển
  - Saab Tunnan
  - Saab Lansen
- Anh Quốc
  - de Havilland Vampire
  - de Havilland Venom
- Hoa Kỳ
  - North American F-86 Sabre
  - McDonnell F2H Banshee
  - McDonnell F3H Demon
- Liên Xô
  - Lavochkin La-15 'Fantail'
  - Mikoyan-Gurevich MiG-15 'Fagot'
  - Mikoyan-Gurevich MiG-17 'Fresco'
  - Yakovlev Yak-23 'Flora'

## Dự án bị hủy bỏ
- Argentina
  - I.Ae. 27 Pulqui I
  - FMA IAe 33 Pulqui II
- Pháp
  - Aérocentre NC 1080
- Ý

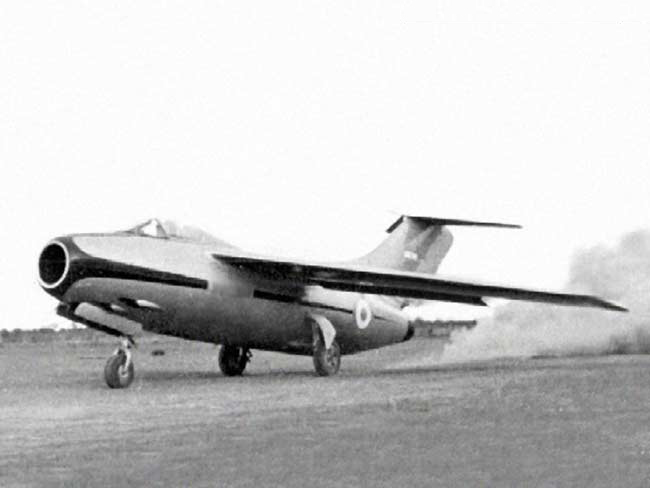
FMA IAe 33 Pulqui II của Argentina.

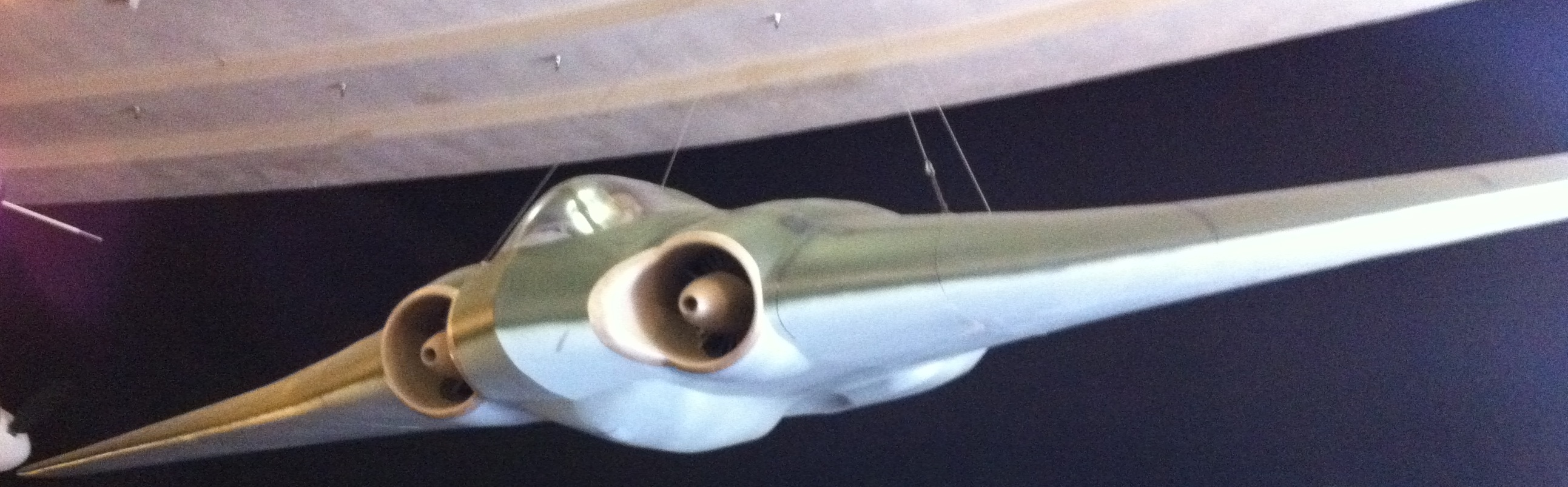
Horten Ho 229 của Đức.

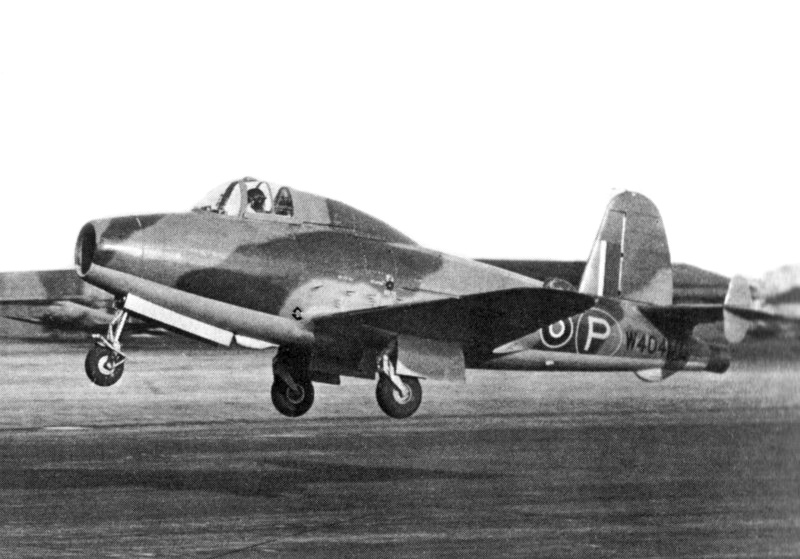
Gloster E.28/39 của Anh.

Sukhoi Su-17 (1949) của Liên Xô.

  - Aerfer Ariete / Aerfer Leone / Aerfer Sagittario 2
- Nhật Bản
  - Nakajima J9Y
  - Nakajima Ki-201
- Đức quốc xã
  - Focke-Wulf Ta-183
  - Heinkel He 280
  - Horten Ho 229
  - Messerschmitt Me P.1101
  - Messerschmitt Me P.1106
- Thụy Sĩ
  - FFA N-20
- Anh Quốc
  - Gloster E.1/44
  - Gloster E.28/39
  - Saunders-Roe SR.A/1
- Liên Xô
  - Alekseyev I-211 / Alekseyev I-215
  - Lavochkin La-150
  - Lavochkin La-168
  - Sukhoi Su-9 (1946)
  - Sukhoi Su-15 (1949)
  - Sukhoi Su-17 (1949)
  - Yakovlev Yak-19
  - Yakovlev Yak-25 (1947) / Yakovlev Yak-30 (1948)
  - Yakovlev Yak-50 (1949)

Một mẫu máy bay tiêm kích thời hậu chiến đáng chú ý không bao giờ được sử dụng đó là FMA IAe 33 Pulqui II, đây là một mẫu thử tiêm kích do Argentina chế tạo. Pulqui II được thiết kế bởi một đội gồm các kỹ sư cũ của Đức do Kurt Tank đứng đầu, họ thiết kế Pulqui II dựa trên những thiết kế ban đầu của Focke-Wulf Ta 183, một mẫu thiết kế nối tiếp của Me 262. Pulqui II bản thân nó là mẫu nối tiếp thành công của I.Ae. 27 Pulqui I, một mẫu thử tiêm kích phản lực được Emile Dewoitine phát triển ở Argentina vào cuối thập niên 1940 và là mẫu tiêm kích phản lực đầu tiên ở Nam Mỹ.

## Kết thúc Thế hệ thứ nhất
Vào thập niên 1950, nhóm máy bay tiêm kích phản lực quan trọng tiếp theo được trang bị tên lửa không đối không làm vũ khí chính và thường xuyên có thể bay vượt âm ở các chuyến bay thông thường. Thế hệ máy bay tiêm kích thứ nhất bị hạn chế trong giao chiến do tầm nhìn hẹp, và hiệu năng của những loại tên lửa mới như AIM-7 Sparrow có radar bán tự động đã khiến các mẫu thiết kế máy bay buộc phải thay đổi.
Không có ranh giới rõ ràng để xác định giữa máy bay tiêm kích phản lực thế hệ thứ nhất và thế hệ thứ hai, một số mẫu tiêm kích phản lực thế hệ thứ hai như F-8 Crusader, vẫn sử dụng pháo làm vũ khí chính. Các tên lửa có đầu dò tự dẫn hồng ngoại hay còn gọi là "tầm nhiệt" như AIM-9 Sidewinder và loại tên lửa bám chùm như Kaliningrad K-5 đã được trang bị trên các mẫu máy bay tiêm kích phản lực thế hệ thứ nhất cuối cùng.

## Máy bay tiêm kích phản lực thế hệ thứ nhất thử nghiệm

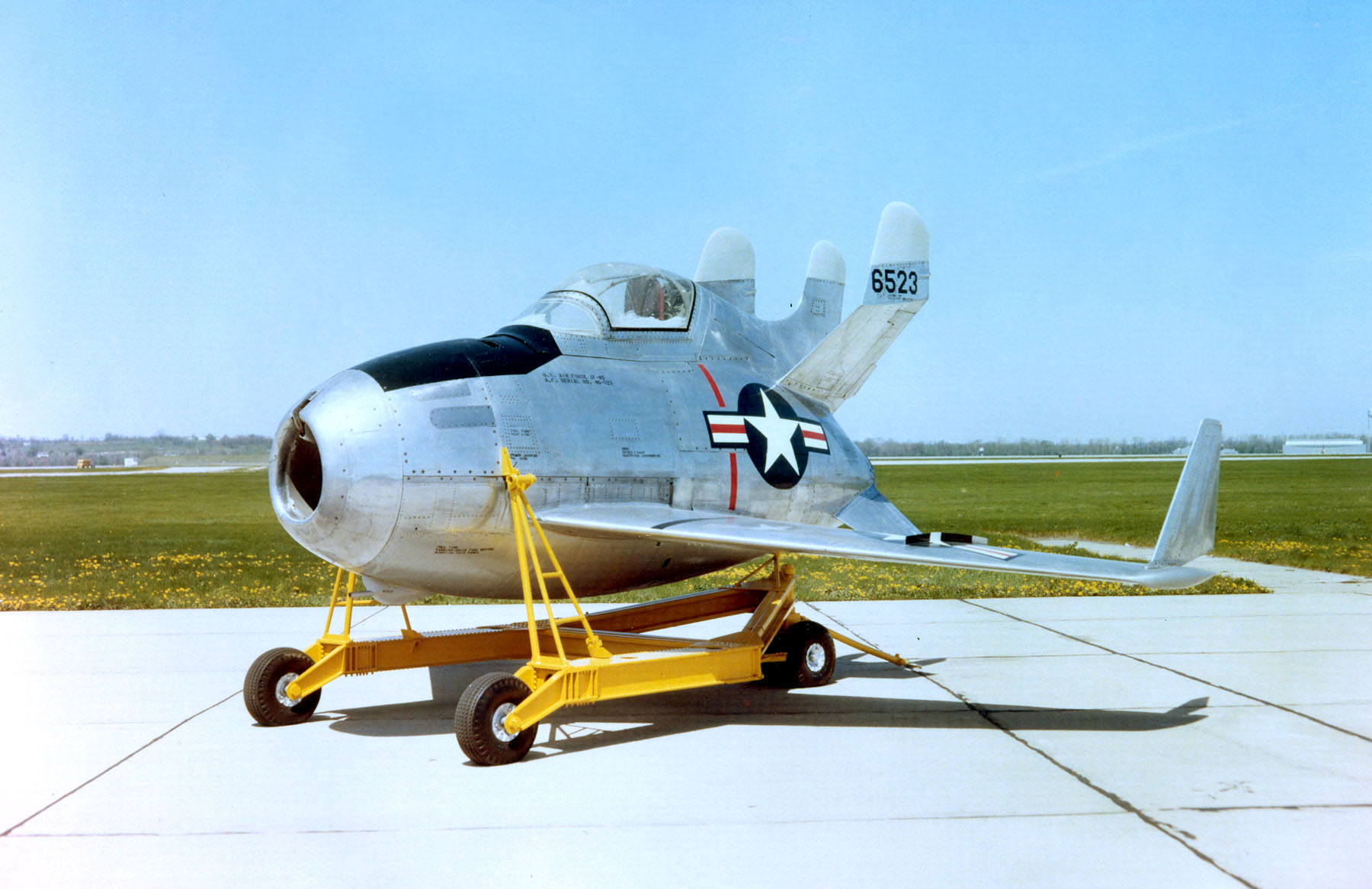
XF-85 Goblin.

### Flying Ram
Mẫu máy bay có thiết kế flying wing Northrop XP-79 là một loại máy bay khác thường chỉ bay duy nhất 1 lần, nó đã gặp tai nạn và giết chết phi công. Thiết kế ban đầu của nó trang bị động cơ tên lửa nhưng sau đó lại đổi sang dùng động cơ tuabin phản lực.

### Máy bay tiêm kích phóng đi từ máy bay mẹ
Những máy bay tiêm kích phản lực ban đầu không có đủ tầm bay để hộ tống máy bay ném bom, chúng không thể bay tới mục tiêu rồi quay trở về, một vấn đề tương tự đã ngăn cản B-17 và các loại máy bay khác trong các chiến dịch ném bom ở Chiến tranh Thế giới II. Do đó người ta nghĩ đến giải pháp máy bay ném bom có thể mang theo một máy bay tiêm kích, ngoài ra máy bay ném bom cũng có các tháp pháo để tự bảo vệ mình, từ đó đã dẫn tới một số thiết kế khác thường, nhưng không được thực hiện.
- XF-85 Goblin, được phóng đi từ khoang quân giới của máy bay ném bom.
- Đề án FICON sử dụng F-84

## Những loại máy bay thế hệ thứ nhất vẫn đang được sử dụng
Một vài mẫu máy bay từ thế hệ này hiện vẫn được sử dụng trong các lực lượng không quân ở các quốc gia nhỏ, thường làm nhiệm vụ cường kích chứ không phải nhiệm vụ tiêm kích. Đáng chú ý trong số này là Shenyang J-5, một mẫu máy bay của Trung Quốc phát triển từ MiG-17, nó vẫn được Bắc Triều Tiên sử dụng làm nhiệm vụ cường kích và vài quốc gia khác sử dụng làm máy bay huấn luyện.